# Märzenbier

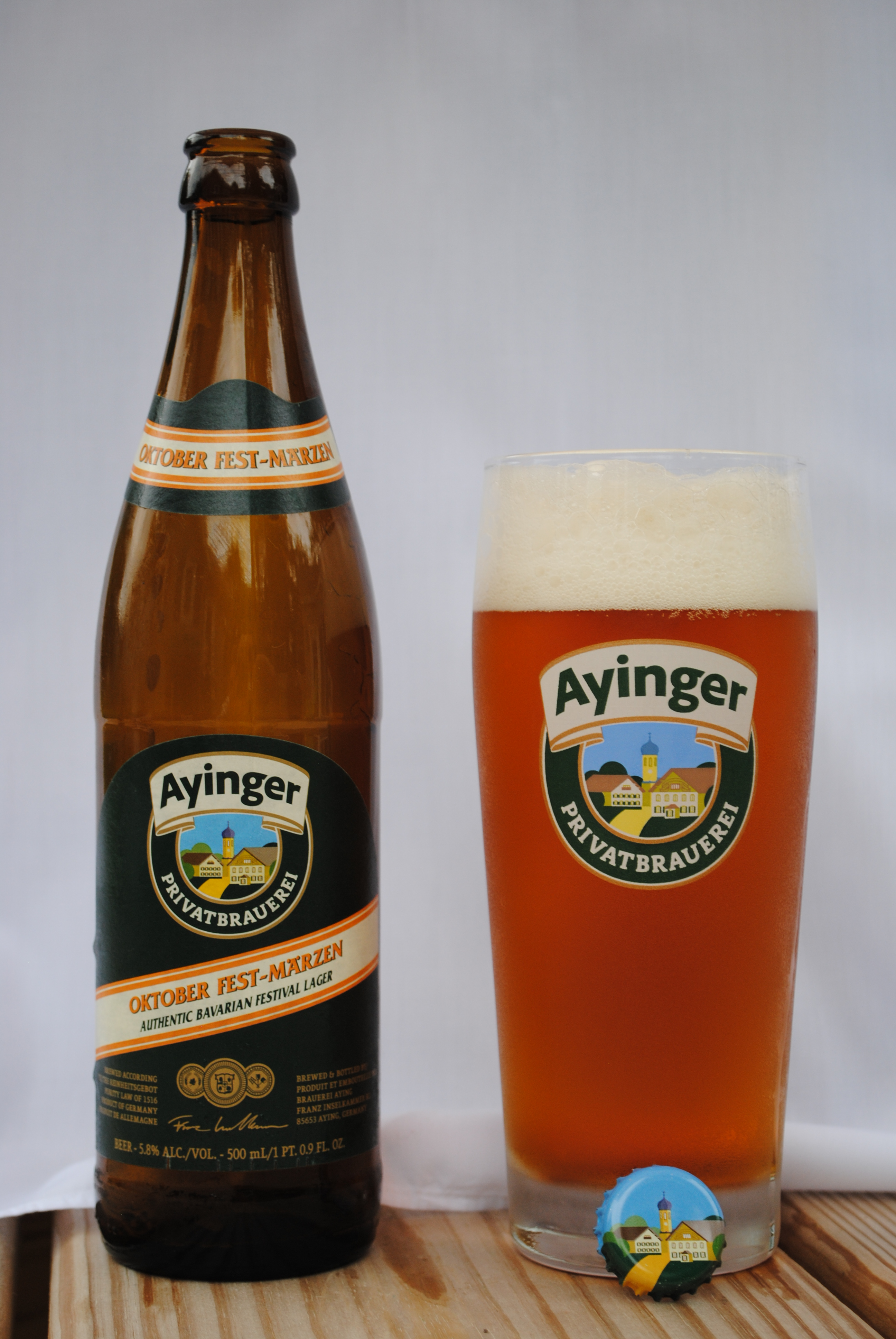
Una cerveza Ayinger Oktoberfest Maerzen.

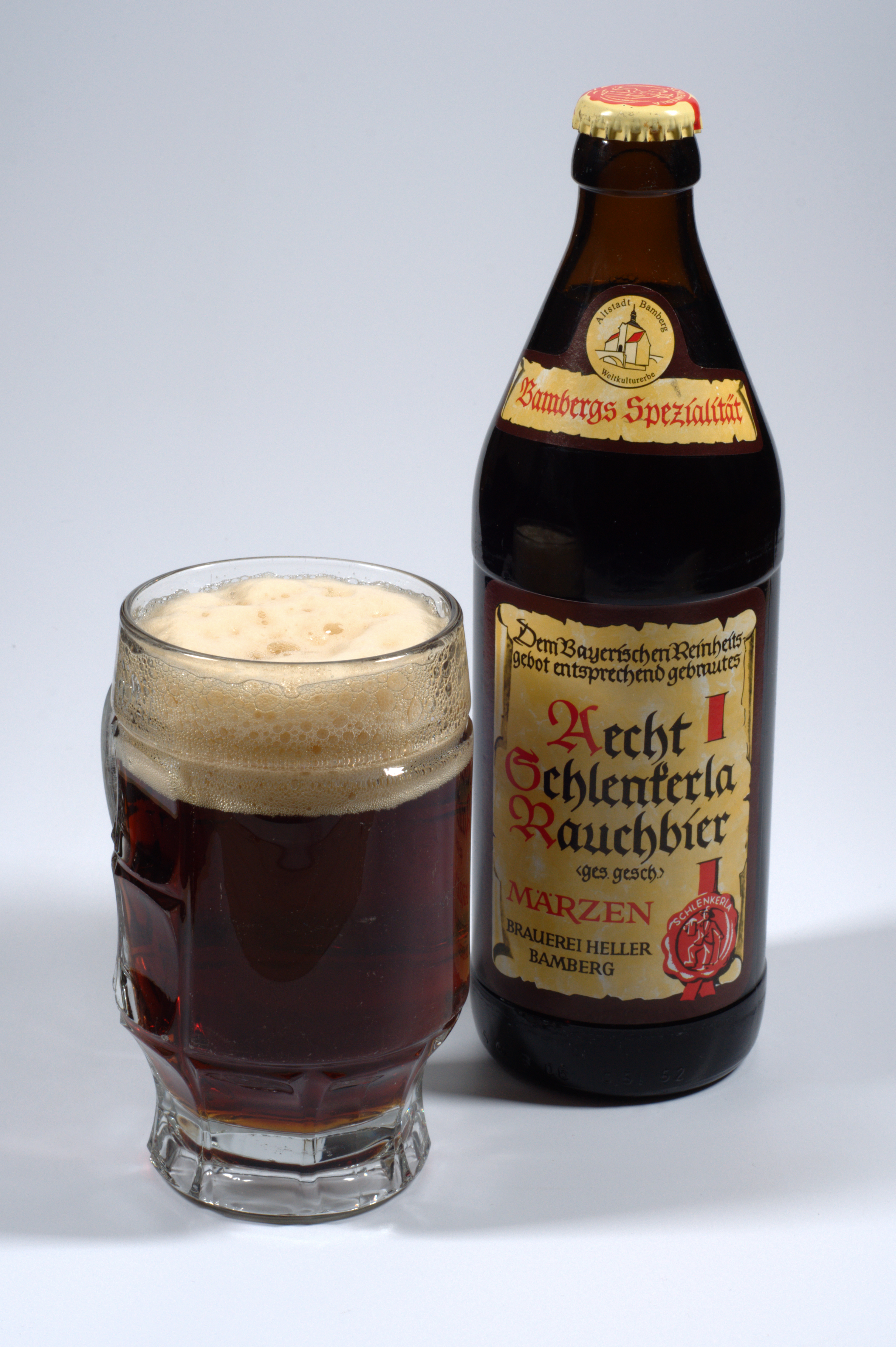
Una cerveza dunkles Märzen.

Märzenbier (denominada también en Alemania como Märzen) es un tipo de cerveza alemana que se prepara en primavera, en el mes de marzo (März en alemán es marzo). Está considerada como una cerveza lager consumida en Baviera desde el siglo XVI. Los colores van desde las denominadas Helles Märzen (märzen claras) hasta las más oscuras (dunkles Märzen), si bien el estándar es un color ámbar medio. Se suele madurar en botellas hasta alcanzar el periodo final de verano de las fiestas, como por ejemplo la Oktoberfest. En Austria es un tipo de cerveza muy popular.

## Historia

### Orígenes en la Baviera Medieval

#### Contexto histórico y restricciones legales
El estilo Märzen surge en el siglo XVI en Baviera, bajo el reinado del duque Alberto V (1553), quien prohibió la elaboración de cerveza entre abril y septiembre debido al riesgo de contaminación bacteriana durante los meses cálidos. Esta medida, conocida como el Edicto de Brauordnung (1553), obligó a los cerveceros a producir grandes cantidades en marzo (März en alemán) y almacenarlas en cuevas o bodegas subterráneas, donde el hielo natural mantenía temperaturas bajas 3714.

#### Técnicas de conservación
Las cervezas eran elaboradas con mayor densidad y contenido alcohólico (5-6% ABV) para resistir el almacenamiento prolongado. Se utilizaban maltas oscuras, lo que confería un color marrón intenso y sabores robustos. Estas cervezas, descritas como "marrón oscuro, encorpado y amargo" 14, se maduraban hasta septiembre, cuando se consumían en celebraciones de la cosecha 115.

### Revolución Industrial y Modernización del Estilo

#### Innovaciones técnicas delsigloXIX
En 1841, el maestro cervecero Gabriel Sedlmayr II (de la cervecería Spaten en Múnich) y Anton Dreher (de Viena) revolucionaron el estilo. Tras viajar a Inglaterra, introdujeron maltas claras como la Munich y Vienna, desarrolladas mediante procesos de tostado controlado. Estas maltas aportaron un color ámbar (8-30 EBC) y notas a pan tostado, caramelo y bizcocho, definiendo el perfil moderno de la Märzen 3711.

#### Vinculación con el Oktoberfest
En 1872, Spaten presentó su Märzen en el Oktoberfest, evento que desde 1810 celebraba la boda del príncipe Luis I de Baviera. La cerveza, con su graduación alcohólica moderada (5.1-6.3% ABV) y sabor accesible, se convirtió en la bebida oficial del festival. Actualmente, solo seis cervecerías muniquesas (como Paulaner, Hofbräuhaus y Augustiner) pueden servir cerveza en esta festividad 71115.

## Características Técnicas y Perfil Sensorial

### Ingredientes y proceso
- Maltas: Base de Múnich y Vienna, con aportes de Pilsner para ligereza. Proporcionan sabores a pan tostado, caramelo y nuez 111.
- Lúpulos: Variedades nobles alemanas (Hallertau, Tettnanger) que aportan 18-24 IBU, equilibrando la dulzura sin dominar 19.
- Fermentación: Lager de baja temperatura (8-12 °C), seguida de un lagering (maduración en frío) de varias semanas para suavizar el perfil  .

### Perfil sensorial
- Apariencia: Ámbar cobrizo a marrón claro, espuma blanca persistente 911.
- Aroma: Dominante maltoso con notas de pan, caramelo ligero y toques herbales 115.
- Sabor: Equilibrio entre dulzor maltoso (bizcocho, galleta) y amargor suave, con cuerpo medio y carbonatación moderada 915.

## Ejemplos de Märzenbier
- Maresme 2 España
- Tyris Märzen, España
- Turia, España
- Voll-Damm Doble Malta, España
- Dinkelacker Märzen
- Flötzinger Märzen
- Grohe Märzen
- Privat-Brauerei Schmucker Märzen
- Schwabenbräu „Das Echte“
- Aktienbrauerei Kaufbeuren „Dieselross-Öl“
- Wolters Märzen aus Braunschweig
- Zipfer Märzen
- Gösser Märzen
- Heubacher Märzen
- Hansens Brauerei Flensburg (Gasthausbrauerei) Festbier
- Distelhäuser Märzen
- Solera Märzen (Venezuela)
- Isenbeck Märzen (Argentina)
- BrewHouse Mar del Plata Patagonia Märzen (Argentina)
- Ambar Premium Märzenbier (Costa Rica)
- Apóstol cerveza prémium artesanal Tipo Marzen (Colombia)
- Balboa Oktoberfest MÄRZEN (Panamá)
- Latitud Cero Sierra Negra Dunkles Märzen (Ecuador)
- Cerveza Premio (El Salvador)
- Cerveza Club Colombia Oktoberfest tipo Märzen (Colombia)
- Cerveza Club Premium Oktoberfest tipo Märzen (Ecuador)
- Pílsener Oktoberfest tipo Märzen (El Salvador)
- Carlina’s Beer - Oktoberfest- Märzenbier (Uruguay)
- La Montaña- Märzen Lager (Chile)
- Terra de Cihua Cervecería de Colima (México) San Miguel Selecta (España)